# NGC 447
NGC 447 是位于雙魚座的一個螺旋星系。它于1861年10月8日由海因里希·路易·达雷首次发现。1890年代，愛德華·愛默生·巴納德也觀測到該天體。